# Pseudoeotragus seegrabensis
Lo pseudoeotrago (Pseudoeotragus seegrabensis) è un mammifero artiodattilo estinto, appartenente ai bovidi. Visse nel Miocene inferiore (circa 16-15 milioni di anni fa) e i suoi resti fossili sono stati ritrovati in Austria e in Spagna.

## Descrizione
Pseudoeotragus è noto per vari resti di materiale cranico, che lo denotano come un piccolo bovide primitivo. L'aspetto doveva assomigliare vagamente a quello degli attuali cefalofi (gen. Cephalophus); le corna erano piccole e quasi dritte, con sezione ovale, fortemente inclinate all'indietro e posizionate molto vicino alle orbite. Le punte delle corna erano leggermente ricurve in avanti. Il cranio possedeva parietali ampi e corti, ricurvi distalmente verso il basso. Pseudoeotragus si differenziava dall'assai simile Eotragus per le corna più lunghe e sottili, più vicine al margine dell'orbita. I molari di Pseudoeotragus, inoltre, erano a corona più alta (ipsodonti), mentre la fila dei premolari era più allungata. Sembra che Eotragus fosse generalmente più grande di Pseudoeotragus.

## Classificazione
Pseudoeotragus seegrabensis venne descritto per la prima volta nel 1989, sulla base di resti fossili ritrovati nei pressi di Seegräben (Austria) e precedentemente attribuiti a Eotragus. Altri fossili attribuiti a Pseudoeotragus provengono dalla Spagna. La fila di premolari più corta rispetto a Eotragus indica che Pseudoeotragus potrebbe essersi evoluto da quest'ultimo, dal momento che l'accorciamento della fila di premolari è un carattere progressivo nella famiglia dei bovidi. L'affine, ma più grande, Caprotragoides mostra un ulteriore accorciamento della fila dei premolari, ed è quindi potenzialmente un discendente di Pseudoeotragus.